# Lloyd's Register Quality Assurance
Společnost Lloyd’s Register Quality Assurance (LRQA) je jednou z divizí skupiny Lloyd's Register, jejíž vznik sahá až do roku 1760. Divize LRQA byla založena v roce 1985, v počátcích rozvoje kodifikovaných přístupů k systémům managementu, dnes známých jako standardy ISO9001, ISO14001 a OSHAS18001a další. Tehdy byla společnost LRQA akreditována pod britskou akreditací UKAS jako jeden z prvních certifikačních orgánů.
V současné době má společnost pobočky po celém světě, ve více než 120 zemích a poskytuje certifikační a školící služby v různých sektorech, od potravinářství, zdravotnictví, logistiky, strojírenství, automobilového sektoru, až po železniční a letecký průmysl.